# Luiz Lima
Luiz Eduardo Carneiro da Silva de Souza Lima (Rio de Janeiro, 10 de dezembro de 1977) é um nadador e político brasileiro, filiado ao Partido Novo.
É neto paterno do ex-ministro da Viação e Obras Públicas, Álvaro Pereira de Souza Lima. Após encerrar a carreira nas piscinas, dedicou-se à maratona aquática em mar aberto. É formado em Educação Física.
Após se aposentar das piscinas, foi convidado para assumir a Secretaria Nacional de Esportes de Alto Rendimento, cargo que ocupou durante um ano, de junho de 2016 a junho de 2017. Desde 2019 atua como deputado federal pelo Rio de Janeiro.

## Trajetória esportiva
Luiz Lima começou a nadar na piscina de casa, no bairro de Campo Grande e, aos quatro anos, foi matriculado no Colégio Afonsinho, no mesmo bairro, onde recebeu as primeiras aulas de natação. Aos seis anos mudou-se com a família para o Grajaú, quando então começou a frequentar as aulas de natação no Grajaú Tênis Clube. Passados poucos meses, começou a treinar com o professor Luiz Raphael, no America Football Club. Acompanhando seu treinador aonde ele fosse, chegou ao Fluminense em 1986, levando a família a se mudar para o bairro de Laranjeiras, em 1991.
Um dos maiores fundistas do Brasil, Luiz Lima por muito tempo foi nadador profissional e participou de pans, mundiais e olimpíadas, nas provas de 400 metros, 800 metros e 1500 metros nado livre, e foi recordista brasileiro e sul-americano destas provas por vários anos. Em 1995, Luiz Lima superou o recorde de Djan Madruga nos 1500 metros livre, de 1976. Depois bateu o recorde novamente. Seu recorde brasileiro dos 1500m livres em piscina olímpica durou 11 anos, entre 1998 e 2009.
Em piscina curta, foi recordista sul-americano dos 1500 metros livre, com 15m 0s 32 em 1997, batendo novamente o recorde em 1998 com 14m 57s 87, e em 1999 com 14m 56s 82 e depois 14m 55s 44.  Também é ex-recordista sul-americano dos 800 metros livre em piscina curta, com a marca de 7m 50s 22, obtidos em 1998.
Aos 16 anos de idade, esteve no Mundial de piscina longa de Roma 1994, onde ficou em 12º nos 1500 metros livre, e 21º nos 400 metros livre.
Participou do Campeonato Mundial de Natação em Piscina Curta de 1995 no Rio de Janeiro 1995.
Nos Jogos Pan-Americanos de 1995, Luiz Lima obteve a medalha de prata nos 400 e nos 1500 metros livre.
Esteve nos Jogos Olímpicos de Verão de 1996, onde ficou em décimo lugar nos 4 x 200 metros livre, 11º nos 1500 metros livre, e 18º nos 400 metros livre.
Participou do Campeonato Mundial de Natação em Piscina Curta de 1997 em Gotemburgo.
Teve seu melhor resultado em mundiais de piscina olímpica no Campeonato Mundial de Esportes Aquáticos de 1998 em Perth, onde foi o sexto colocado na final dos 1500 metros livre. Também obteve o 10º lugar nos 400 metros livre.
Nos Campeonato Mundial de Natação em Piscina Curta de 1999 em Hong Kong, Lima foi finalista nos 1500 metros livre, terminando em sexto lugar, e também foi finalista nos 400 metros livre, terminando em oitavo.
Nos Jogos Pan-Americanos de 1999, Luiz Lima obteve a medalha de ouro nos 400 metros livre e a prata nos 1500 metros livre.  Nos 400 metros livre, bateu o recorde sul-americano com a marca de 3m52s25.
Participou dos Jogos Olímpicos de Verão de 2000, onde ficou em 13º nos 4 x 200 metros livre, 18º nos 1500 metros livre, e 17º nos 400 metros livre.
Luiz Lima ainda participou dos Jogos Pan-Americanos de 2003, ficando em quarto lugar na prova dos 1500 metros livre.
No Campeonato Mundial de Esportes Aquáticos de 2003, Luiz Lima ficou em 23º lugar nos 1500 metros livre e em 17º lugar nos 800 metros livre.
Foi medalha de bronze nos 5 km e 10 km do Pan-Americano de Maratonas Aquáticas de 2006, no Equador.  Foi campeão brasileiro de maratonas aquáticas de 2006. É pentacampeão da Travessia dos Fortes (2002–2006) e campeão sul-americano absoluto em 2008 nos cinco quilômetros.
No Campeonato Mundial de Esportes Aquáticos de 2007, participou da maratona aquática de 5 km, terminando na 25ª posição, com a marca de 58m 30s 0.
No dia 14 de dezembro de 2008, aceitou o desafio de nadar 35 km da praia do Leme à praia do Pontal, no Rio de Janeiro, e que cumpriu com sucesso.
No Campeonato Mundial de Esportes Aquáticos de 2009, participou da prova de Maratona Aquática de 5 km onde terminou em 19º lugar com a marca de 57m11s1.

## Carreira política
Luiz Lima iniciou a vida política em 2016 quando, após o impeachment da ex-presidente Dilma Rousseff, aceitou o convite para ser Secretário Nacional de Esportes de Alto Rendimento. Ficou um ano no cargo.
Foi selecionado para participar do programa de formação política RenovaBR.
Em 2018, foi eleito deputado federal pelo PSL no estado do Rio de Janeiro com 115.119 votos, sendo o oitavo mais votado no estado.
Alinhado ao governo e próximo à família Bolsonaro, Luiz Lima foi indicado, no dia 12 de setembro, em convenção online, pré-candidato do PSL a prefeito do Rio de Janeiro na eleição municipal de 2020. Ficou em quinto lugar no primeiro turno, com 6,85% dos votos válidos.
No dia 27 de março de 2019, teve seu primeiro projeto de lei aprovado pelo Congresso Nacional . O texto do PL texto determina que cabe ao juiz assegurar à mulher vítima de violência o encaminhamento para a assistência caso ela deseje pedir o divórcio ou a dissolução da união estável. As alterações do Senado ao PL foram aprovadas em 3 de outubro de 2019.
Luiz Lima foi o primeiro parlamentar do PSL, dentre os 55 deputados, e o primeiro do Congresso de primeiro mandato, entre deputados e senadores, naquela legislatura, a aprovar um projeto de lei.
Seu segundo projeto de lei foi aprovado pela Comissão de Constituição e Justiça e de Cidadania da Câmara dos Deputados no dia 13 de agosto de 2019. O PL 511/2019 limita o poder de juízes e desembargadores nos plantões judiciais. De acordo com o texto, os plantões ficam limitados à análise de medidas urgentes, como prisões em flagrante, decretação de prisão preventiva ou temporária, busca e apreensão, mandados de segurança e habeas corpus.
Renunciou ao Plano de Seguridade Social dos Congressistas (PSSC), conhecida como aposentadoria especial parlamentar. O pedido foi protocolado no dia 12 de fevereiro e solicitado ao Diretor do Departamento de Pessoal da Câmara dos Deputados .
Em janeiro de 2022, foi revelada a sua atuação, junto ao senador Davi Alcolumbre (DEM-AP), para a destinação de R$ 41,6 milhões à ONG do ex-jogador Léo Moura, via emenda de relator do orçamento, prática usada por presidentes para garantir apoio parlamentar. Visitada por jornalistas, a ONG no Rio de Janeiro não tinha atividades desde novembro de 2021. Os repasses colocavam a ONG como maior destinatária de recursos da Secretaria Especial do Esporte do governo federal. O portal Metrópoles denunciou que o assessor do deputado chefiava o projeto. Depois, atualizou a matéria no  informando o valor correto repassado pelo deputado Luiz Lima seria de R$ 5 milhões de sua emenda em 2020.
No dia 12 de março de 2022, filiou-se ao Partido Liberal (PL), mesma sigla do presidente Jair Bolsonaro. Nas eleições de 2022, foi reeleito para seu segundo mandato como deputado federal pelo Rio de Janeiro, com 69 088 votos.
Em março de 2023, foi eleito presidente da Comissão do Esporte da Câmara dos Deputados.
Em abril de 2025, filiou-se ao Partido Novo após desavenças com o diretório estadual do Partido Liberal do Rio de Janeiro.

## Marcas importantes
Piscina olímpica (50 metros)
- Ex-recordista sul-americano dos 400 metros livre: 3m 52s 25, obtidos em agosto de 1999.[16]
- Ex-recordista sul-americano dos 1500 metros livre: 15m 17s 55, obtidos em 18 de janeiro de 1998.[5][35]

Piscina semi-olímpica (25 metros)
- Ex-recordista sul-americano dos 800 metros livre: 7m50s22, obtidos em 1998.[9]
- Ex-recordista sul-americano dos 1500 metros livre: 14m55s44, obtidos em 3 de abril de 1999.[8]

Travessia dos Bravos
Tricampeão da travessia de 4,5 km das Ilhas Cagarras à praia de Ipanema em 2008, 2009 e 2010.

## Histórico Eleitoral
| Ano  | Eleição                     | Partido | Cargo            | Votos   | %                | Resultado  | Ref    |
| ---- | --------------------------- | ------- | ---------------- | ------- | ---------------- | ---------- | ------ |
| 2018 | Estadual do Rio de Janeiro  | PSL     | Deputado Federal | 115.119 | 1,49%            | Eleito     | [ 24 ] |
| 2020 | Municipal do Rio de Janeiro | PSL     | Prefeito         | 180.336 | 0,35% (5º Lugar) | Não Eleito | [ 25 ] |
| 2022 | Estadual do Rio de Janeiro  | PL      | Deputado Federal | 69.088  | 0,80%            | Eleito     | [ 33 ] |